# 安倍順貞
安倍 順貞（あべ じゅんてい）は、江戸時代前期の医師。小児科医として名声があり、江戸幕府に招かれて幼少期の徳川家綱の侍医となった。幕府医師・安部長徳院家（600石）の初代、僧位は法印。
この家の名字については、「安部」、「安倍」、「阿倍」などの表記ゆれがある。

## 生涯
順貞の祖父は、戦国時代に荒木村重に仕え、摂津国大和田城主を務めた安部良成（仁右衛門）。父の安部良長（勘兵衛）は豊臣秀次に1000石で召し抱えられたあと、松平忠吉を経て徳川義直（尾張藩）に仕え、弓の名手として将軍徳川秀忠から褒賞と褒詞を与えられた人物である。順貞はその二男として生まれた。順貞の代より、家号の「阿部」を本姓の「安倍」に復する。
順貞は幼少期より京都で過ごし、黒谷養南に小児科を学ぶ。また半井通仙院（半井瑞桂）に大方脈（内科）を学んだ。小児科医として名声を博し、法橋に叙せられる。
寛永18年（1641年）12月6日、乳児であった徳川家綱（竹千代）が頭瘡を患った際に幕府に召し出され、調薬の結果平癒したことから、褒賞を受けるとともに家綱付の医師となり、蔵米400俵を支給される。寛永19年（1642年）2月8日、法印に叙位。
正保2年（1645年）12月26日、200石を加増されるとともに蔵米を知行に改められ、武蔵国大里郡内で600石を知行する。
その後、勘気を蒙ることがあったが、慶安元年（1648年）5月26日に赦免。延宝4年（1676年）5月10日死去。深川の雲光院に葬られる。以後、雲光院が代々の葬地となった。